# Nuevo viaje a la luna
Nuevo viaje a la luna — o Excursion dans la lune, también titulada Voyage dans la lune y Nouveau voyage dans la lune— es una película muda del año 1909, con guion y dirección de Segundo de Chomón. Coloreada a mano, esta película es una adaptación de la exitosa Viaje a la Luna (1902) de George Méliès, con algunas escenas adicionales.

## Argumento
Un grupo de astrónomos discute la posibilidad de realizar una expedición a la luna. Hacen construir un cohete-bala, que es disparado a la boca del satélite con un cañón. Cuando llegan ahí, los terrícolas, duermen una siesta, pero una nevada los despierta y entran en un cráter, y llegan así a una zona con setas gigantescas. Las habitantes de la luna los llevan ante su rey, quien, en un acto de bondad y bienvenida, hace que sus mujeres bailen para los terrícolas, pero uno de ellos escapa con una muchacha. El rey monta en cólera, pero los visitantes rápidamente se embarcan en el cohete y se arrojan desde un acantilado de regreso a la Tierra con la muchacha, y son recibidos por sus amigos astrónomos.

## Críticas
Este film corresponde al periodo de Chomón en la casa Pathé Frères, donde editaba películas de temática imaginativa al estilo de George Méliès. De hecho, Excursion dans la lune esta vista como una nueva versión de Viaje a la Luna de 1902 de este pionero francés. Además, porque la copia es casi milimétrica.
Chomón hace uso de una serie de personajes extravagantes y, como en el corto de Méliès, se les construye una bala que es arrojada hacia la luna; sólo que, en esta ocasión, el proyectil no es arrojado a su ojo, sino que entra en su boca, tragándoselo. Los personajes viven unas pocas incidencias hasta ser atrapados por los selenitas. El regreso a la Tierra está efectuado de igual manera que en el corto referido.

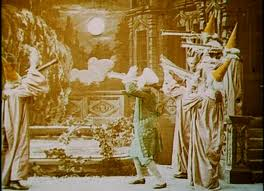
Fotograma de la película: observación de la Luna.